# Dương Hiểu Ba (chính khách Hồ Bắc)
Dương Hiểu Ba (tháng 1 năm 1963 – tháng 1 năm 2020) là một kỹ sư kết cấu, chính trị gia và giám đốc điều hành bảo hiểm người Trung Quốc. Ông từng là Chủ tịch của Viện Thiết kế Kiến trúc Trung Nam (2003 – 2007), Thị trưởng Hoàng Thạch, Hồ Bắc (2009, 2014), và Chủ tịch của Công ty Bảo hiểm Tài sản Trường Giang (2014 – 2020) và là đại biểu của Đại hội đại biểu Nhân dân toàn quốc khóa XII (2013 – 2018). Ông qua đời vì bệnh viêm phổi nặng trong đợt bùng phát virus corona mới 2019 – 2020.

## Đầu đời và giáo dục
Dương Hiểu Ba sinh tháng 1 năm 1963 tại Thiên Môn, tỉnh Hồ Bắc, Trung Quốc. Ông vào Đại học Giao thông Bắc Kinh năm 1981, chuyên ngành kỹ thuật kết cấu. Sau khi lấy bằng cử nhân vào tháng 9 năm 1985, ông theo đuổi việc nghiên cứu tại Đại học Thiên Tân, lấy bằng thạc sĩ về kỹ thuật kết cấu vào tháng 6 năm 1988. Ông gia nhập Đảng Cộng sản Trung Quốc vào tháng 5 năm 1988.

## Sự nghiệp
Tháng 6 năm 1988, ông trở thành kỹ sư tại Viện Thiết kế Kiến trúc Trung Nam, nơi ông làm ở khâu thiết kế kết cấu của các tòa nhà công nghiệp và dân cư. Sau đó, ông lấy bằng MBA ở Đại học Ohio, Hoa Kỳ. Dương Hiểu Ba được thăng chức Chủ tịch Viện Thiết kế Kiến trúc Trung Nam vào tháng 4 năm 2003, phục vụ cho đến năm 2007.
Ông gia nhập chính quyền tỉnh Hồ Bắc vào tháng 4 năm 2007 để làm Giám đốc Sở Xây dựng. Sau đó, ông học tại Trường Đảng Trung ương Đảng Cộng sản Trung Quốc từ tháng 3 năm 2008 đến tháng 1 năm 2009, được bổ nhiệm làm thị trưởng tạm thời và kể từ tháng 2 năm 2009, là Thị trưởng Hoàng Thạch, một địa cấp thị ở phía Đông thành phố Vũ Hán. Ông cũng đồng thời phục vụ như Phó Bí thư Đảng ủy Hoàng Thạch. Ông là thành viên Ủy ban tỉnh Hồ Bắc khóa X của Đảng Cộng sản Trung Quốc và là đại biểu của Đại hội Đại biểu Nhân dân toàn quốc khóa XII (2013 – 2018).
Tháng 12 năm 2014, ông được bổ nhiệm làm Chủ tịch Công ty Bảo hiểm Tài sản Trường Giang, một liên doanh được thành lập năm 2011 bởi Tập đoàn Quách Điếm Trung Quốc cùng với một số doanh nghiệp nhà nước do chính quyền tỉnh Hồ Bắc quản lý. Công ty có trụ sở tại Vũ Hán, thủ phủ của tỉnh Hồ Bắc. Dưới sự lãnh đạo của ông, công ty đã ký thỏa thuận hợp tác chiến lược với nhiều chính quyền địa phương ở Hồ Bắc, nhưng cũng nhận được nhiều chỉ trích từ Ủy ban Điều tiết Bảo hiểm và Ngân hàng Trung Quốc vì vi phạm các quy định của ngành. Công ty bị phạt 100.000 nhân dân tệ vào tháng 3 năm 2019 vì bổ nhiệm những người thiếu trình độ chuyên môn vào các vị trí điều hành cao nhất.

## Qua đời
Dương Hiểu Ba xuất hiện trước công chúng lần cuối ngày 17 tháng 12 năm 2019. Ngày 1 tháng 1 năm 2020, ông gửi lời chúc năm mới tới toàn thể cán bộ công nhân viên Công ty Bảo hiểm Tài sản Trường Giang. Ngày 29 tháng 1 năm 2020, báo chí Trung Quốc đưa tin ông qua đời ở tuổi 57 vì viêm phổi trong dịch virus corona 2019–20. Tính đến ngày hôm đó, ông là một trong 100 người tử vong trong đợt bùng phát ở Hồ Bắc.